# کرمان (استان ساسانی)
کرمان (به پارسیگ: Kirmān) استانی ساسانی در دوران باستان پسین بود که تقریباً با استان کنونی کرمان مطابقت داشت. این استان از غرب با پارس، از شمال شرق با ابرشهر و سکستان، از شرق با پارادان و با اسپهان در شمال، و مازون در جنوب همسایه است. مرکز این استان شیرگان بود.
گفته می‌شود که این استان به عنوان نوعی پادشاهی تابعه عمل می‌کرد که عمدتاً توسط شاهزادگان خاندان شاهی اداره می‌شد که لقب کرمانشاه ("پادشاه کرمان") را یدک می‌کشیدند. والیان غیر شاهی استان، لقب «مرزبان» را داشتند.

## نام
نام استان برگرفته از پارسی باستان  'کرمانا' است. ریشه‌شناسی این نام مورد بحث است، یک نظریه رایج این است که با  ایرانی باستان  * kṛma-  و فارسی میانه kerm ("کرم") مرتبط است.